# أرتوري فيرتانن
أرتوري إيلماري فيرتانن (بالفنلندية: Artturi Ilmari Virtanen) (15 يناير 1895 - هلسنكي، 11 نوفمبر 1973) كيميائي فنلندي نال جائزة نوبل في الكيمياء سنة 1945 «لأبحاثه واختراعاته في الكيمياء الزراعية والغذائية، خاصة طريقة حفظ العلف».
درس في مدرسة فيبوري الثانوي بروسيا ثم درس الكيمياء والفيزياء وعلم الأحياء في جامعة هلسنكي ومن ثم الفيزياء والكيمياء بزيورخ وعلم الأحياء الدقيقة وعلم الأنزيمات بستكهولم.
في سنة 1931 عين أستاذ كيمياء حيوية في المعهد الفنلندي للتكنولوجيا بهلسنكي ومن ثم في جامعة هلسنكي.
نال جائزة نوبل في الكيمياء تقديراً لأبحاثه في مجال الكيمياء المطبقة للتغذية والزراعة.

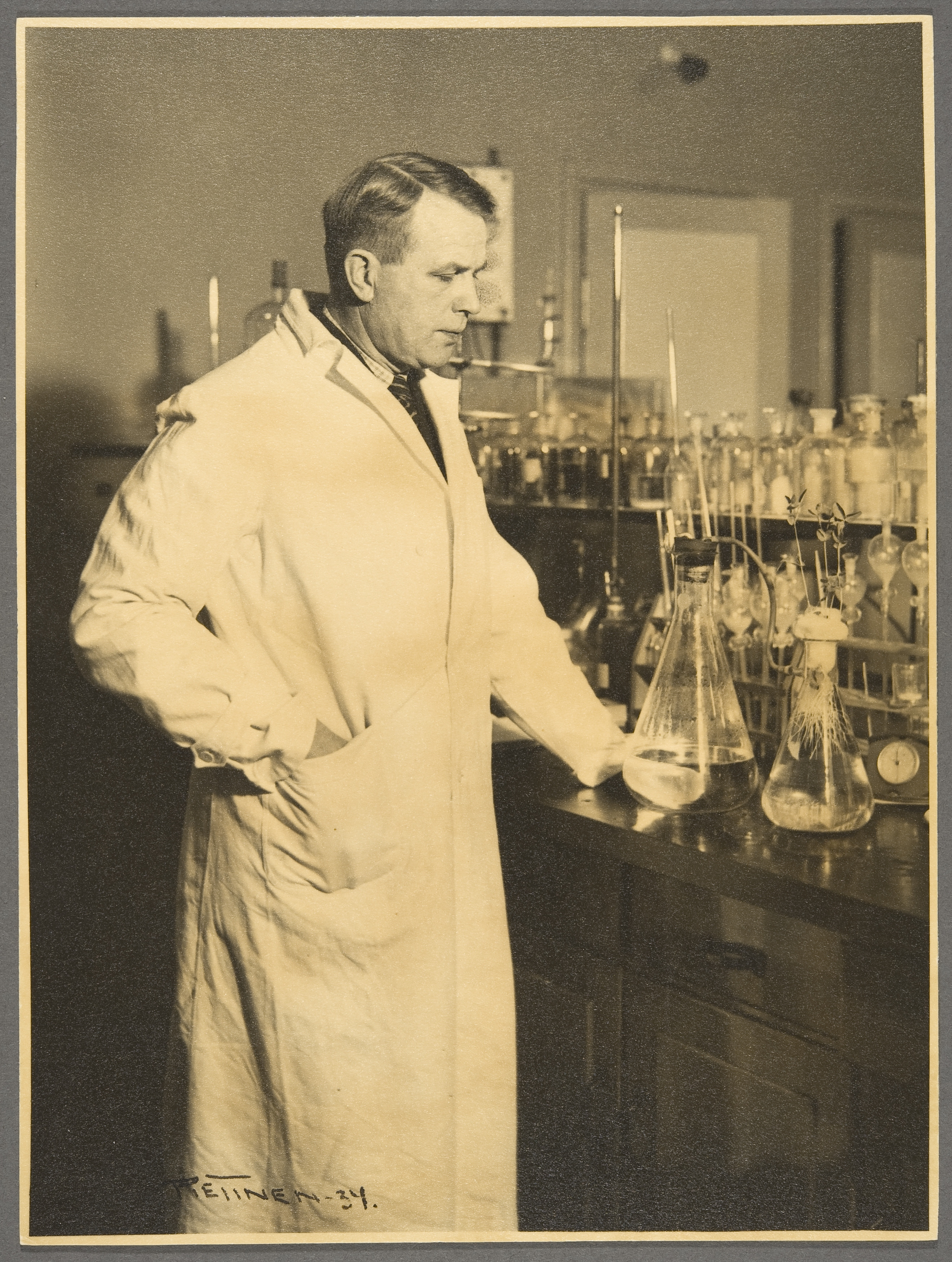
فيرتانين في معمله عام 1934

أطلق على كويكب اسم (1449) فيرتانن تكريما له.

## روابط خارجية
- أرتوري فيرتانن على موقع الموسوعة البريطانية (الإنجليزية)
- أرتوري فيرتانن على موقع مونزينجر (الألمانية)
- أرتوري فيرتانن على موقع ميوزك برينز (الإنجليزية)
- أرتوري فيرتانن على موقع إن إن دي بي (الإنجليزية)